# بيرتن بيل
بيرتن بيل (بالإنجليزية: Bert Bell)‏ (و. 1895 – 1959 م) هو لاعب كرة قدم أمريكية، من الولايات المتحدة، ولد في فيلادلفيا، بنسيلفانيا، يلعب كظهير ربعي، توفي في فيلادلفيا، بنسيلفانيا، عن عمر يناهز 64 عاماً.

## التعليم
تعلم في جامعة بنسيلفانيا.

## جوائز
حصل على جوائز منها:
- قاعة مشاهير محترفي كرة القدم.